# Бой 6 декабря 1782
Бой 6 декабря 1782 — бой у острова Мартиника во время Американской войны за независимость. Французский конвой был перехвачен эскадрой Ричарда Хьюза (англ. Richard Hughes). 64-пушечный HMS Ruby, капитан Джон Коллинз (англ. John Collins), атаковал 64-пушечный 1521-тонный французский Solitaire, капитан Жан-Шарль де Борда (фр. Jean-Charles de Borda).
Последовала погоня, затем в результате 40-минутного боя фок-мачта Solitaire была сбита, паруса и такелаж посечены, он потерял ход. Капитан де Борда решил спустить флаг. Его потери составили 35 убитыми и 55 ранеными, тогда как на Ruby было всего 2 раненых.
За эту победу Джон Коллинз получил рыцарство. Solitaire был взят в британскую службу под названием HMS Solitaire. Прослужил до 1790 года, затем продан. Де Борда вскоре вышел из плена и впоследствии отличился на флоте как инженер и математик.